# Сучьяте (река)
Сучьяте (исп. Suchiate) — река, протекающая в пограничных районах Гватемалы и Мексики.
Сучьяте берёт начало на юго-восточном склоне вулкана Такана, расположенном в департаменте Сан-Маркос в Гватемале, и, протекая на юго-юго-запад 161 км, впадает в Тихий океан. Последние 75 км по реке проходит государственная граница Мексики и Гватемалы. Площадь бассейна Сучьяте равна 1230 км², большая часть которой — 1054 км² относится к Гватемале.